# Tadeusz Dziurzyński
Tadeusz Jan Dziurzyński (ur. 27 sierpnia 1912, zm. wiosną 1940 w Charkowie) – podporucznik piechoty rezerwy magister Wojska Polskiego, ofiara zbrodni katyńskiej.

## Życiorys
Urodził się w rodzinie Alojzego. Był młodszym bratem Stanisława, który także został zamordowany w Charkowie. Na stopień podporucznika został mianowany ze starszeństwem z 1 stycznia 1938 i 11. lokatą w korpusie oficerów rezerwy piechoty. Jesienią 1938, jako oficer rezerwy został powołany do służby czynnej. Od 15 września 1938 do 30 stycznia 1939 był słuchaczem IX Kursu aplikacyjnego oficerów młodszych w Centrum Wyszkolenia Żandarmerii w Grudziądzu. Po ukończeniu kursu skierowany został na praktykę w 10 Dywizjonie Żandarmerii w Przemyślu. 
W czasie kampanii wrześniowej 1939 dowodził plutonem pieszym żandarmerii nr 24. Po agresji ZSRR na Polskę w nieznanych okolicznościach dostał się do niewoli sowieckiej. Przebywał w obozie w Starobielsku. Wiosną 1940 został zamordowany przez funkcjonariuszy NKWD w Charkowie i pogrzebany potajemnie w bezimiennej mogile zbiorowej w Piatichatkach, gdzie od 17 czerwca 2000 mieści się oficjalnie Cmentarz Ofiar Totalitaryzmu w Charkowie. Figuruje na Liście Starobielskiej NKWD, pod poz. 1041.
5 października 2007 minister obrony narodowej Aleksander Szczygło mianował go pośmiertnie na stopień porucznika. Awans został ogłoszony 9 listopada 2007 w Warszawie, w trakcie uroczystości „Katyń Pamiętamy – Uczcijmy Pamięć Bohaterów”.